# Kepler-438
Kepler-438 é uma estrela anã vermelha na constelação de Lyra, a cerca de 640 anos-luz (196 parsecs) da Terra. É notável por seu sistema planetário, que inclui o exoplaneta Kepler-438b (o único planeta orbitando Kepler-438 conhecido até à data), um mundo possivelmente semelhante à Terra que se encontra na zona habitável de Kepler-438.

## Sistema estelar
Kepler-438 é uma estrela de classe M da sequência principal (anã vermelha) com um tipo espectral de M1V. Sua distância foi originalmente estimada em 145+20
−23 pc, com base no modelamento de suas propriedades, enquanto as medições diretas de paralaxe pela sonda Gaia indicam uma distância maior de 196 ± 5 pc. Modelos evolucionários indicam que a estrela tem uma massa próxima de 54% da massa solar e um raio de aproximadamente 52% do raio solar. Sua fotosfera está brilhando com 4,4% da luminosidade solar a uma temperatura efetiva de 3 750 K. Sua metalicidade parece ser maior que a solar, mas não é conhecida com precisão. A fotometria obtida pela sonda Kepler mostra um período de rotação de cerca de 38 dias, que foi usado para estimar uma idade de 4,4 bilhões de anos.
Kepler-438 possui duas estrelas companheiras visuais, separadas da primária por 0,44 e 4 segundos de arco a ângulos de posição de 193 e 0° respectivamente. A estrela mais afastada não é considerada uma companheira física, pois possui cores inconsistentes com uma distância igual à da primária. A companheira mais próxima, por outro lado, é provavelmente uma companheira física, tendo uma velocidade radial semelhante à da primária. Se ela realmente for uma companheira física, é uma anã vermelha menor que a primária, com 16% da massa solar e 19% do raio solar, e sua órbita tem aproximadamente um semieixo maior de 64 UA e um período de 690 anos.

## Sistema planetário
Esta estrela esteve no campo de visão da missão original da sonda Kepler, que coletou por quatro anos dados fotométricos precisos com cadência de 29,4 minutos. A curva de luz obtida revelou quedas periódicas de 0,04% no brilho da estrela, que foram atribuídas a um possível trânsito de um planeta extrassolar em órbita, e a estrela recebeu a designação KOI-3284. Em 2015, a existência do planeta foi "confirmada" (validada estatisticamente) em um artigo que estimou uma probabilidade 2333 vezes menor de a curva de luz ser explicada por outro fenômeno, como uma binária eclipsante de fundo. Com isso, a estrela passou a ser chamada Kepler-438. A sonda Kepler não tem resolução suficiente para diferenciar a estrela Kepler-438 primária de sua companheira separada por 0,4", portanto não é certo qual das duas estrelas possui o planeta em trânsito, mas considerando o formato da curva de luz as estatísticas de planetas extrassolares descobertos pela Kepler, foi considerado mais provável o planeta orbitar a estrela primária.
O planeta, denominado Kepler-438b, tem um raio estimado de 1,12 vezes o raio da Terra e está a uma distância média de 0,17 UA da estrela, completando uma órbita com um período de 35,23 dias. Sua massa é baixa demais para ser medida pelo método da velocidade radial, o que impede a determinação de sua densidade e composição, mas dado seu tamanho pequeno, foi calculado que ele tem 70% de chance de ser rochoso. O nível de insolação no planeta foi calculado em 1,40+0,67
−0,77 vezes o da Terra, correspondendo a uma chance de 72% de o planeta estar dentro da zona habitável, considerando a definição mais ampla do termo. Com base apenas nesses dois critérios, raio e nível de insolação, este é um dos planetas mais habitáveis já descobertos. No entanto, um estudo de 2016 identificou sete erupções na curva de luz  de Kepler-438 obtida pela sonda Kepler, a mais intensa com liberação de energia de 1,4×1033 erg (uma possível supererupção). Isso pode prejudicar a habitabilidade do planeta, já que erupções como essas podem destruir a sua atmosfera. Para se proteger das erupções, Kepler-438b precisa ter uma alta massa e um forte campo magnético.
Uma busca por exoluas em torno de Kepler-438b, usando como base os trânsitos observados pela sonda Kepler, permitem excluir a presença de luas com mais de 29% da massa do planeta. Esse estudo detectou possíveis variações no tempo de trânsito de Kepler-438b, o que pode ser evidência de planetas adicionais no sistema.
| Planeta | Massa | Raio               | Semieixo maior (UA) | Período orbital (dias)    | Excentricidade   | Inclinação        |
| ------- | ----- | ------------------ | ------------------- | ------------------------- | ---------------- | ----------------- |
| b       | —     | 1,12+0,16 −0,17 R⊕ | 0,166+0,051 −0,042  | 35,23319+0,00025 −0,00029 | ≥0,03+0,10 −0,03 | 89,86+0,14 −0,32° |